# Araque

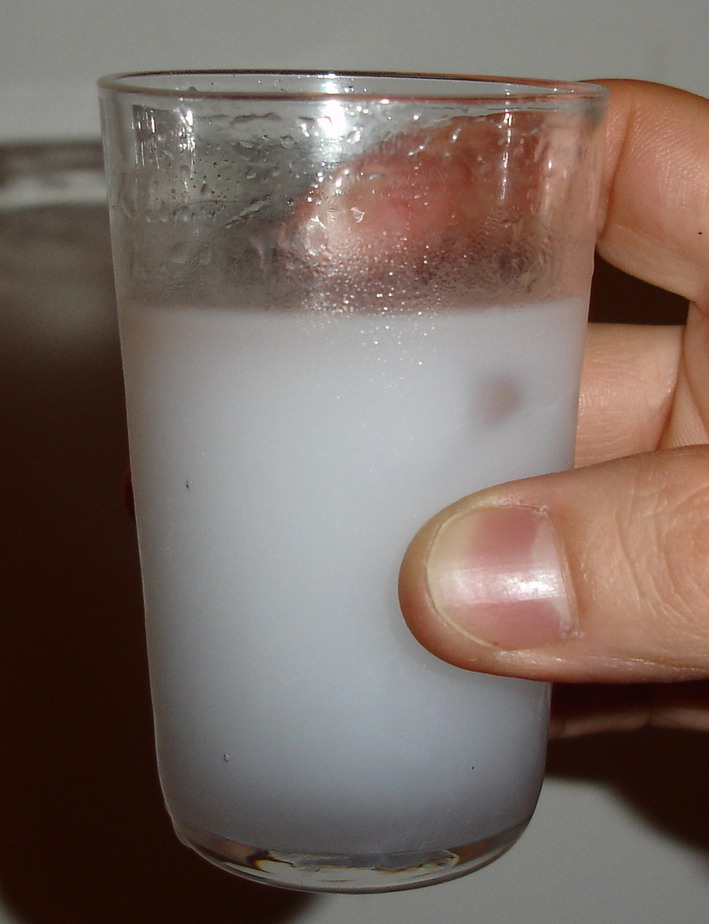
Um copo de araque com água e gelo

O araque (grafia alternativa «áraque») também chamado araca (em árabe: عرق; transliterado araq ou arak) é uma bebida alcoólica destilada (~50%-63% vol. alc./~100-126 proof) da família do anisete, produzida a partir da fermentação do mosto de uva (vinho) destilado em aguardente à qual são adicionadas sementes de anis (erva-doce) e envelhecida em potes de cerâmica.
É uma bebida clara, incolor, não adoçada, com sabor de anis, também classificada como aperitivo. É a bebida tradicional da Palestina, Israel, Líbano, Jordânia, Iraque, e da Síria, e é muito semelhante ao ouzo grego, à zivania cipriota e ao rakı turco.[carece de fontes?]
Deve ser bebido diluído em água ou servido puro com gelo (on the rocks), quando adquire aspecto leitoso e é conhecido como "Leite de Leão".[carece de fontes?]

## Etimologia
O termo arak vem do árabe ﻋﺮﻕ (′araq), que significa "suor", e sua pronúncia varia de acordo com as diversas variantes do árabe: AFI: [/ʕaraʔ, ʕaraɡ/]. O áraque não deve ser confundido com outra bebida alcoólica de nome semelhante, o arrack (conhecido em Bali também como arak). Outra termo semelhante é aragh (em armênio, արաղ), que, na culinária da Armênia, do Irã, do Azerbaijão e da Geórgia, é coloquialmente usado para se referir à vodca. [carece de fontes?]